# Chunchwad, Khanapur
Chunchwad là một làng thuộc tehsil Khanapur, huyện Belgaum, bang Karnataka, Ấn Độ.